# Lorantheae
Lorantheae, biljni tribus iz porodice ljepkovki. Sastoji se od sedam podtribusa, plus jedan neopisan. Ime je dobio po rodu žuta imela ili lijepak (Loranthus)

## Podtribusi i rodovi
1. Tribus Lorantheae Rchb.
  1. Subtribus Ileostylinae Nickrent & Vidal-Russ.
    1. Ileostylus Tiegh. (1 sp.)
    2. Muellerina Tiegh. (5 spp.)

  2. Subtribus Loranthinae Engl.
    1. Cecarria Barlow (1 sp.)
    2. Loranthus L. (2 spp.)
    3. Hyphear Danser (4 spp.)

  3. Subtribus Amyeminae Nickrent & Vidal-Russ.
    1. Baratranthus (Korth.) Miq. (4 spp.)
    2. Sogerianthe Danser (5 spp.)
    3. Benthamina Tiegh. (1 sp.)
    4. Amyema Tiegh. (95 spp.)
    5. Dactyliophora Tiegh. (2 spp.)
    6. Diplatia Tiegh. (3 spp.)
    7. Distrianthes Danser (2 spp.)
    8. Helicanthes Danser (1 sp.)
    9. Papuanthes Danser (1 sp.)

  4. Subtribus Scurrulinae Nickrent & Vidal-Russ.
    1. Scurrula L. (27 spp.)
    2. Taxillus Tiegh. (35 spp.)

  5. Subtribus Dendrophthoinae Nickrent & Vidal-Russ.
    1. Helixanthera Lour. (40 spp.)
    2. Dendrophthoe Mart. (33 spp.)
    3. Tolypanthus (Blume) Blume (7 spp.)
    4. Trithecanthera Tiegh. (5 spp.)

  6. Subtribus neopoisan
    1. Vanwykia Wiens (2 spp.)
    2. Socratina Balle (3 spp.)
    3. Plicosepalus Tiegh. (13 spp.)
    4. Bakerella Tiegh. (16 spp.)

  7. Subtribus Emelianthinae Nickrent & Vidal-Russ.
    1. Phragmanthera Tiegh. (35 spp.)
    2. Moquiniella Balle (1 sp.)
    3. Oliverella Tiegh. (3 spp.)
    4. Erianthemum Tiegh. (16 spp.)
    5. Globimetula Tiegh. (13 spp.)
    6. Emelianthe Danser (1 sp.)
    7. Pedistylis Wiens (1 sp.)
    8. Spragueanella Balle (2 spp.)

  8. Subtribus Tapinanthinae Nickrent & Vidal-Russ.
    1. Oedina Tiegh. (4 spp.)
    2. Berhautia Balle (1 sp.)
    3. Tapinanthus Blume (30 spp.)
    4. Englerina Tiegh. (26 spp.)
    5. Actinanthella Balle (2 spp.)
    6. Agelanthus Tiegh. (56 spp.)
    7. Oncocalyx Tiegh. (11 spp.)
    8. Oncella Tiegh. (4 spp.)
    9. Loranthella S.Blanco & C.E.Wetzel (5 spp.)
    10. Septulina Tiegh. (2 spp.)